# Bracharoa dregei
Bracharoa dregei är en fjärilsart som beskrevs av Herrich-Schäffer 1854. Bracharoa dregei ingår i släktet Bracharoa och familjen tofsspinnare. Inga underarter finns listade i Catalogue of Life.